# Los Angeles Sol
Los Angeles Sol was een Amerikaanse professionele vrouwenvoetbalclub in Carson, Californië, dat deelnam aan de Women's Professional Soccer. Sinds 2009 speelde de ploeg haar thuiswedstrijden in The Home Depot Center. Het team was eigendom van Blue Star, LLC en AEG. Op 28 januari 2010 werd aangekondigd dat het team op zou houden te bestaan.

## Geschiedenis
In het eerste seizoen van de Women's Professional Soccer eindigde het team als eerste in de reguliere competitie. In de play-offs die erop volgen om de landskampioen te bepalen verloor de ploeg echter van Sky Blue FC in de finale. De bekendste speelster is meervoudig wereldvoetballer van het jaar Marta.